# Kastell Pfyn

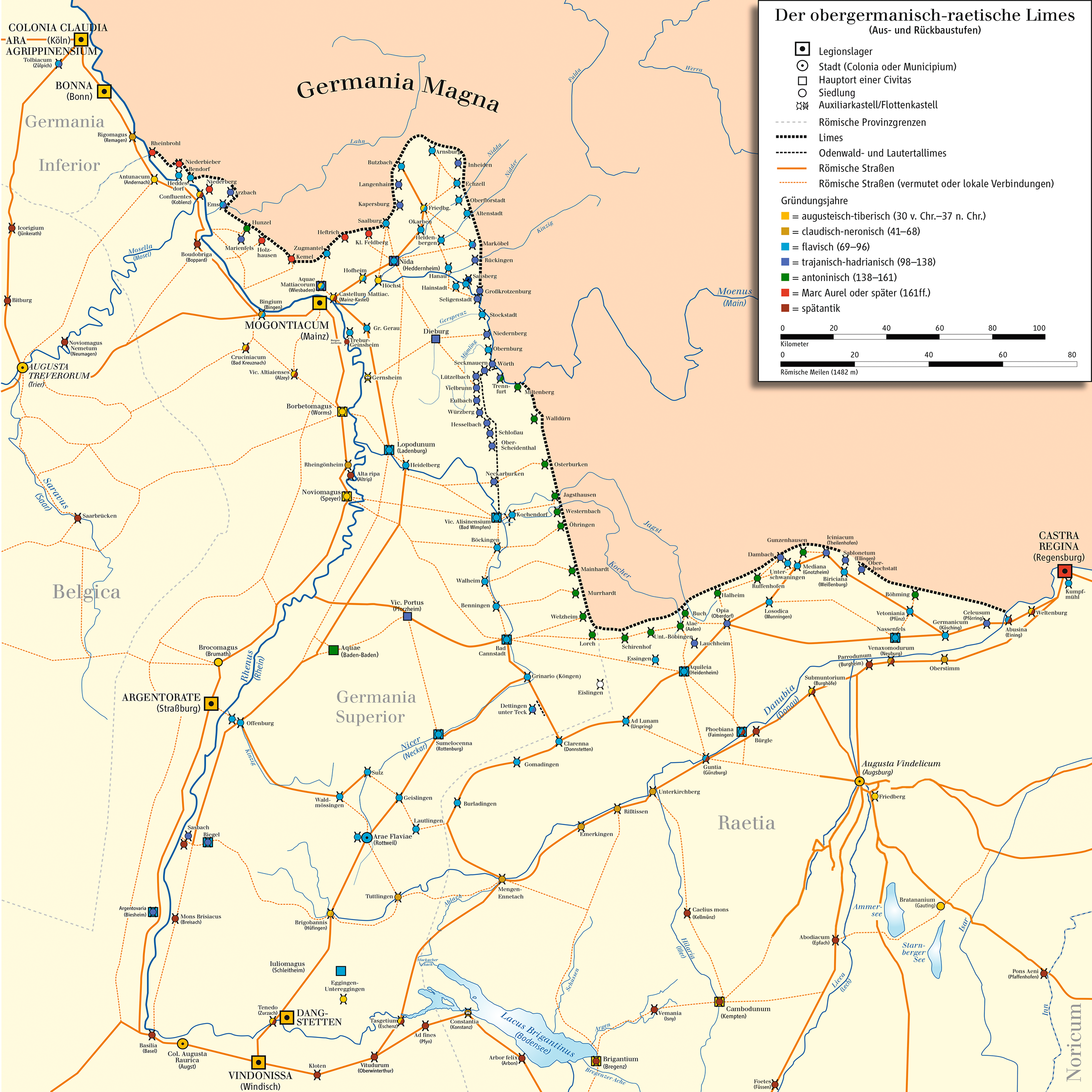
Lage von Ad Fines am DIR-Limes (Bodensee-Linie)

Ad fines auf der Tabula Peutingeriana

Das Kastell Pfyn war Teil der Festungskette des in der Spätantike entstandenen Donau-Iller-Rhein-Limes (DIRL) und liegt in der Schweiz, Kanton Thurgau, Bezirk Frauenfeld, politische Gemeinde Pfyn.
Das vermutlich im späten 4. Jahrhundert n. Chr. gegründete Kastell war Teil der rückwärtigen Befestigungslinie des DIRL, der zum Schutz der Fernverkehrsverbindungen der unter Diokletian und Konstantin I. wieder an die Rhein-Donau-Linie zurückgenommenen Reichsgrenze errichtet worden war. Die Römer befestigten den östlichen Teil eines Moränenzuges, der parallel zum Hügelzug des Seerückens und der Thurebene verläuft. Einige Reste der nördlichen Umwehrung sind heute noch sichtbar. Anzeichen einer früh- oder mittelkaiserzeitlichen Besiedlung des Kastellhügels fanden sich nur sehr selten. Bis heute sind auch keine Inschriften aus seiner Gründungszeit bekannt. Aufgrund der Münzreihe wird angenommen, dass hier ab 400 n. Chr. keine regulären römischen Truppen mehr standen. Neben Hinweisen auf einen römischen Gutshof (villa rustica) in der Flur Heerenziegler sind ansonsten nur diverse Einzelfunde sowie Reste eines grösseren Steinbaus aus Spolien entdeckt worden. Im Kastell fand man hauptsächlich Münzen, Geschirr, Schmuck, Spielzeug und Werkzeuge, aber nur wenige Waffen. Der Innenbereich war vermutlich dicht bebaut und scheint nicht ausschließlich vom Militär genutzt worden zu sein.

## Name

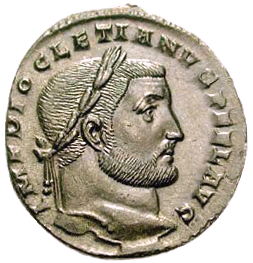
Follis des Diokletian

Der heutige Ortsname leitet sich vom lateinischen ad fines oder auch ad finem (= „An der Grenze gelegen“) ab, da hier die alte Grenzlinie zwischen den frühkaiserzeitlichen Provinzen Raetia und Belgica, vermutlich östlich von Konstanz am Arboner Forst, verlief. Letztere entwickelte sich später zur Germania superior und im Zuge der Verwaltungsreformen Diokletians zur Maxima Sequanorum. Das Kastell könnte aber auch der benachbarten Raetia I zugeschlagen worden sein. Ad fines wird in den beiden Hauptquellen für römische Ortsnamen, im
- Itinerarium Antonini und in der
- Tabula Peutingeriana,

erwähnt. In beiden wechseln die Entfernungsangaben bei Pfyn von den im Osten des Reiches üblichen römischen Meilen auf gallische Leugen über. Der Ort wird im Itinerarium als Etappenstation an der Fernverkehrsverbindung Augusta Vindelicum (Augsburg) – Ad Fines (Pfyn) – Treveros (Trier) angeführt.

## Lage und Strassenverbindungen

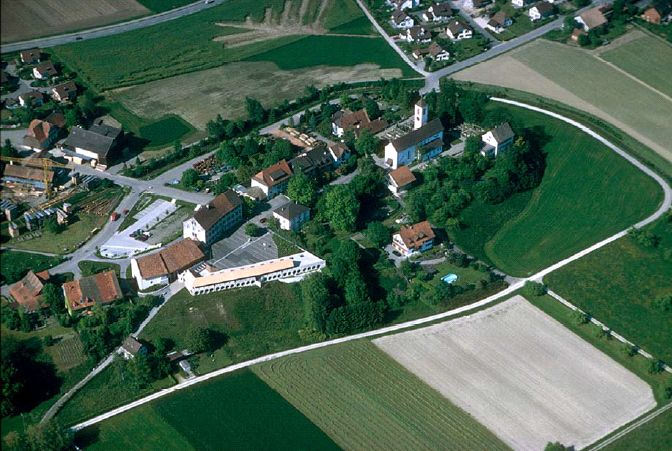
Luftaufnahme des Städtlihügels von Süd-West

Pfyn liegt etwa sechs Kilometer von der Bezirkshauptstadt Frauenfeld entfernt, am nördlichen Rand des Thurbeckens. Sein Umland ist von den Überresten der grossen Eiszeiten geprägt. Im Norden trennt ein aus Moränen bestehender Hügelzug, der sogenannte Seerücken, die Ortschaft und das Tal der Thur vom Untersee. Das Thurtal selbst wurde durch urzeitliche Gletscher ausgebildet. Der Fluss verläuft aufgrund von Regulierungsmassnahmen im 19. Jahrhundert heute nicht mehr – wie noch zu den Zeiten der römischen Antike – in unmittelbarer Nähe des „Städtlihügels“, sondern rund 500 Meter weiter südlich. Das spätrömische Kastell war, strategisch und verkehrstechnisch günstig, auf dem östlichen Teil einer etwa ein Kilometer langen, drumlinartigen und würmeiszeitlichen Seitenmoräne („Bergli“) errichtet worden, die 500 Meter weiter als Sporn des Adelberges ausläuft. Es ist heute fast komplett vom mittelalterlichen, ca. 20 Meter über der Thur befindlichen Ortskern (sog. „Städtli“) und der Sankt Bartholomäuskirche überbaut.
Über Pfyn führte in der Antike eine von Westen kommende römische Heerstrasse von Vitudurum (Oberwinterthur) zum benachbarten Kastell in Arbor Felix (Arbon), eine weitere Verbindung über den Seerücken zweigte von hier nach Tasgetium (Eschenz) ab. An welcher Stelle diese Strasse die Thur überquerte, ist nicht bekannt, vermutlich befand sich die Römerbrücke im Bereich des sogenannten „Alten Zollhauses“. Dieser Flussübergang wurde bis ins 19. Jahrhundert benutzt. Mit grosser Wahrscheinlichkeit existierte noch eine zweite Strassentrasse nach Arbon, die am Südrand des Thurbeckens und durch das Lauertal verlief.

## Datierung und Funktion
Da bis heute in Pfyn keine diesbezüglichen Inschriften entdeckt werden konnten, kann das Gründungsdatum des Kastells nur geschätzt werden; wahrscheinlich wurde es zwischen den Jahren 295 und 300 erbaut. Aufgrund der Münzfunde (4. bis 5. Jahrhundert) gilt es als sicher, dass es in der gleichen Zeitperiode wie die benachbarten Kastelle von
- Arbor Felix (Arbon),
- Vitudurum (Oberwinterthur) und
- Tasgetium (Eschenz-Burg/Stein am Rhein)

errichtet wurde. Dort aufgefundene Inschriften belegen, dass zumindest der Bau der beiden letzteren in das Jahr 294 datiert werden kann. Vorher dürfte es keine nennenswerte römische Siedlungstätigkeit auf dem „Städtlihügel“ gegeben haben.
Aus der Position des Kastells lässt sich erschliessen, dass seine Besatzung für die Überwachung eines Abschnittes der Linie Arbon–Konstanz–Eschenz–Zurzach–Basel zuständig gewesen sein dürfte. Das Lager deckte so auch die rückwärtige Verbindungslinie für die Grenzfestungen längs der Rheinlinie und am Ufer des Bodensees zwischen Arbon und Oberwinterthur.

## Forschungsgeschichte

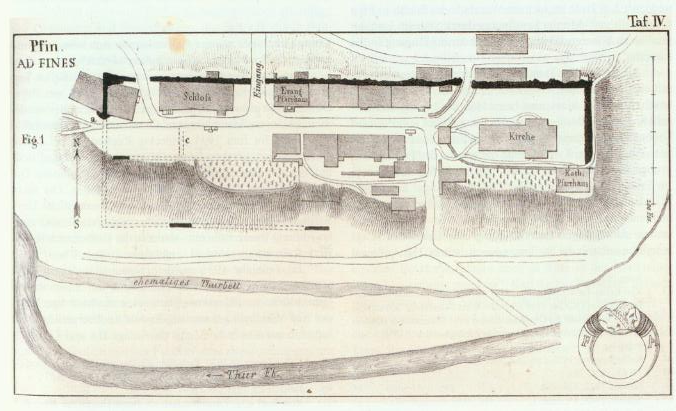
Befundplan von Ferdinand Keller, 1860

Erstmals taucht Pfyn um 760 – unter dem Namen „vina“ – in der Chronik des St. Gallener Mönchs Ratpert auf, als es in den Besitz des Grafen Warin gelangte. Ein weiteres Mal wird das Dorf im 15. Jahrhundert in den Konstanzer Chroniken erwähnt; das Kastell soll bis zu einer Feuersbrunst, die 1476 den Ort verheerte, noch deutlich sichtbar gewesen sein. Im ausgehenden 16. Jahrhundert berichtete Johannes Stumpf von römischen Mauerresten, Münzen und Lesefunden. 1811 erkannte Ludwig Haller die Ruinen als römisches Lager und vermutete, dass es aus der Zeit des Kaisers Tiberius stammte. Diese Annahme hielt sich bis ins 20. Jahrhundert. Beim „Gasthof Krone“ entdeckte man etwas später auch ein römisches Gräberfeld. Seit der Mitte des 19. Jahrhunderts sind auch römische Gebäudereste mit Hypokaustenheizung (Fussbodenheizung) in der Flur „Heerenziegler“ bekannt. 1850 fand man im selben Abschnitt einen ca. 118 Kilogramm schweren Bleisarkophag, der heute nicht mehr erhalten ist. Um 1860 publizierte der Begründer der modernen Archäologie in der Schweiz, Ferdinand Keller, eine erste Bestandsaufnahme und Albert Strupler erstellte einen Lageplan des Kastellplatzes. 1920 begann mit den Untersuchungen Karl Keller-Tarnutzers eine neue Ära in der Erforschung des Kastells. Er konnte Ferdinand Kellers Interpretation der Befunde teilweise berichtigen und machte sich besonders um die systematische Erfassung der bis 1923 auf dem Lagerareal gemachten Funde verdient. In den Jahren 1928–1929 wurde auf dem Adelberg, rund 700 Meter östlich des Kastells, ein kleines antikes Gräberfeld mit insgesamt 18 Bestattungen untersucht, 1931 beobachtete man beim „Gasthof Krone“ acht weitere Bestattungen. 1935 fanden sich im Heerenziegler auch die Reste eines antiken Brennofens.
Das Kastell selbst blieb bis 1976 gänzlich unerforscht. Seit diesem Jahr führte das Amt für Archäologie des Kantons Thurgau bis 2001 immer wieder kleinere und grössere Ausgrabungen bzw. Sondierungen durch. Aufgrund der stark erodierten römischen Schichten und der begrenzten Grabungsflächen konnte aber nur ein kleiner Bruchteil des ursprünglichen vorhandenen Siedlungsschutts untersucht werden, die jüngeren Ablagen aus der Spätantike fehlten meist völlig. Die Befunde wurden 2008 in einem zweibändigen Werk zusammengefasst und veröffentlicht (siehe Abschnitt Literatur).

## Entwicklung
Prähistorische Funde, die im westlich von Pfyn gelegenen „Torfmoor Breitenloo“ gemacht wurden, bewiesen, dass der Ort bereits seit vorgeschichtlicher Zeit bewohnt gewesen sein muss. Die Befunde, darunter Reste von Pfahlbauten aus der Jungsteinzeit, waren so spezifisch, dass von einer eigenständigen „Pfyner Kultur“ ausgegangen werden kann. Das Kastell selbst steht direkt über den Resten einer keltischen Siedlung aus der Latènezeit. Die Römer hatten sich seit dem 1. Jahrhundert n. Chr. in der Nordostschweiz festgesetzt. Bis zum 3. Jahrhundert n. Chr. befand sich das Pfyner Umland noch tief im Reichsgebiet, da die Grenze zur Germania libera (freies Germanien) viel weiter im Norden verlief. Ab dem Jahr 300 musste jedoch dieser Obergermanisch-rätische Limes zusammen mit dem Dekumatland in den Wirren der Reichskrise des 3. Jahrhunderts aufgegeben und den stetig nachdrängenden Alamannen überlassen werden. Die Grenze des Römischen Reiches wurde daher unter Kaiser Probus wieder auf die Rhein-Donau-Linie bzw. bis zu den Ufern des Bodensees (lacus Brigantiae) zurückgenommen und die Region wurde neuerlich zum Grenzgebiet.
Der Zusammenbruch des obergermanisch-rätischen Limes zwang die Überlebenden der romanischen Bevölkerung zur Errichtung von provisorischen Befestigungen auf schwer zugänglichen Hügeln (zum Beispiel die Höhensiedlungen von Toos-Waldi und Schaan-Krüppel) oder sich auf leichter zu verteidigende Positionen in den grösseren Städten (Augusta Raurica-Castellen) zurückzuziehen. Diese weitgehend voneinander isolierten Stützpunkte und Zufluchtsorte konnten aber einen flächendeckend organisierten Grenzschutz nicht ersetzen. Als sich die Lage zwischen den 260er und 290er Jahren wieder etwas stabilisierte, erbaute die römische Zentralregierung, vermutlich im Auftrag Diokletians, in
- Basel-Münsterberg,
- Kaiseraugst,
- Zurzach,
- Eschenz,
- Konstanz

und wohl auch auf dem Pfyner „Städtlihügel“ eine Reihe von neuen Kastellen, die dem damaligen neuesten Stand in der römischen Festungsbautechnik entsprachen.
Zur weiteren Unterstützung wurde unter anderem auf dem Bodensee eine Flottille Patrouillenboote (numerus barcariorum) etabliert, die Stützpunkte in Brigantium (Bregenz) und Arbor Felix (Arbon) unterhielt. Zur Sicherung der Hauptverbindungsrouten zwischen den Grenzfestungen und dem Hinterland wurden die Besatzungen in den Kastellen der zweiten Linie wie Pfyn, Oberwinterthur, Kloten, Irgenhausen, Schaan und Zürich-Lindenhof herangezogen. 298 kam es zum letzten grossen Alamanneneinfall im 3. Jahrhundert, der aber durch einen raschen Sieg der Römer bei Vindonissa abgewehrt werden konnte. Danach herrschte an diesem Abschnitt des Limes für ca. 50 Jahre wieder relative Ruhe. Zwischen den neuen, 15 oder 40 Kilometer auseinanderliegenden Kastellen wurden unter Konstantin I. und letztmals durch Valentinian I. noch zusätzlich zahlreiche Wachtürme (burgi) zur Nachrichtenübermittlung und lückenlosen Überwachung errichtet.
Inschriften aus der Entstehungszeit des Lagers oder späteren Zeitperioden wurden bis dato nicht entdeckt, aufgrund der Münzreihe, die mit Prägungen aus der Zeit um 400 n. Chr. endet, wird angenommen, dass das Kastell in Pfyn um diese Zeit von der regulären Armee geräumt wurde bzw. seine militärische Funktion verlor. Es ist aber kein endgültiger Beweis dafür, dass das Kastell zur Gänze aufgegeben wurde. Der Abbruch des Zuflusses von Bronzemünzen muss auch nicht bedeuten, dass der Geldumlauf völlig zusammenbrach. Der Fund einiger Edelmetallprägungen des 5. Jahrhunderts in der Ostschweiz zeigte, dass sich nur die Zusammensetzung des Münzverkehrs stark verändert hatte. Münzen von Augustus bis zu Valentinian III. lassen annehmen, dass die römische Besiedlung zumindest bis ins 5. Jahrhundert anhielt. Nach der Schlacht von Zülpich 496 wurde auch die Alamannia ein Teil des fränkischen Reiches. Im Kastell lebten vermutlich schon seit dem 3. Jahrhundert Christen. Pfyn ist wahrscheinlich eine der ältesten christlichen Gemeinden in der Region, die Bartholomäuskirche wiederum einer der frühesten Kirchenbauten im Thurgau, der damit auch die Siedlungskontinuität während des Frühmittelalters belegt.

## Kastell

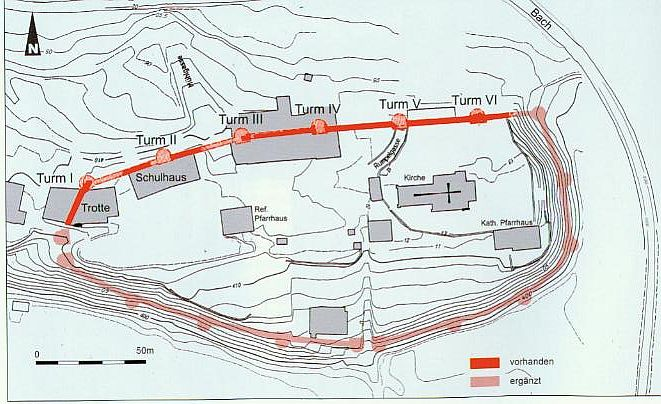
Befundplan des Kastells

Mit einer Fläche, die knapp 1,6 Hektar bedeckt, ist das Kastell etwas grösser als die vergleichbaren Lager von Arbon (1,0 Hektar) und Eschenz (0,8 Hektar). Seine Ausdehnung nach Osten ist noch weitgehend unerforscht. Einige römische Wehrbauten am Donau-Iller-Rhein-Limes, wie zum Beispiel Irgenhausen, wurden noch in der klassischen Rechteck- oder Rautenform erbaut. Das Pfyner Kastell besass hingegen einen annähernd rundovalen Grundriss, der sich weitgehend den Konturen des Moränenhügels anpasste.
Die römischen Bautrupps errichteten vermutlich zuerst die Umwehrung und bereiteten danach das Kastellinnere durch Planierung für die Bebauung vor. Die Hügelkuppe wurde dabei abgegraben und mit dem dadurch gewonnenen Material das nördliche und südliche Terrain erweitert. Der Städtlihügel wurde aber später durch die Thur bzw. den Dorfbach unterspült und im Süden und Osten verkleinert, so dass von der Umwehrung nur mehr die Nord- und Westseite erhalten geblieben sind. Im Abschnitt der heute noch sichtbaren Kastellmauer ist das Glacis während der Jahrhunderte wiederholt stark verändert worden, dasselbe trifft auch auf das Hügelplateau zu.

### Umwehrung
Die bis heute erhalten gebliebenen Abschnitte der zweischaligen Mauer mit Gussmörtelkern vermitteln ein ziemlich einheitliches Bild. Die weitgehend in der heutigen Überbauung integrierten römischen Mauern sind stellenweise sogar noch über fünf Meter hoch erhalten. Ihre ursprüngliche Höhe ist unbekannt. Sichtbar sind – auf fast ihrer gesamten Länge – die nördliche Kastellmauer (mit Ausnahme des östlichen Eckturmes) und ein kleiner Teil der Westmauer. Der Nordwall war im Originalzustand vermutlich noch um etwa 13 Meter länger. Die sogenannte „Trotte“ (einstiges Presshaus des Schlosses) und das Schloss selbst, heute Schulhaus, stehen direkt auf der nördlichen Kastellmauer. Die südliche Mauer wurde zusammen mit den Befestigungsbauten im Osten – vielleicht im 14. Jahrhundert – von der Thur und dem Dorfbach unterspült und sind heute zur Gänze verschwunden.
Der Nordwall wurde von den römischen Ingenieuren direkt in den Steilhang gesetzt, der bis zu 15 Grad gegen die Mauer abfiel. Sowohl seine äussere als auch die innere Schale sind in horizontalen Lagen hochgezogen worden. Für die Aussenverschalungen wurde als Baumaterial Flussgeröll verwendet, dessen spitze Köpfe vorher abgeschlagen wurden, der Gussmörtelkern wurde mit Geröllen und Trümmerstücken befüllt. Die Fundamente wiesen an den untersuchten Stellen eine Breite von 2,36 Meter auf. Die unteren zwei bis drei Lagen waren trocken und im sogenannten Ährenverband (Opus spicatum) verlegt worden, damit das Sickerwasser ungehindert über den Hang abfliessen konnte. Sein aufgehendes Mauerwerk ist durchschnittlich 2,25 Meter stark. In der NW-Ecke hatten sich noch sichtbare Reste des einstigen – steinsichtigen – Mauerverputzes erhalten.

### Graben
Aufgrund der spornartigen Form des Städtlihügel wird angenommen, dass das Kastell nicht an allen vier Seiten von einem Wehrgraben umgeben war. Der 55 Meter von der Mauer entfernte Dorfbach im Norden hat vermutlich seinen Lauf seit der Antike nicht wesentlich geändert und könnte damals auch als natürliches Annäherungshindernis miteinbezogen worden sein. Nur die Westseite war problemlos zugänglich und auch nur hier konnten 1924 Spuren eines 15 bis 20 Meter breiten und 2,2 bis 3 Meter tiefen Grabens nachgewiesen werden. Seine Verfüllung enthielt Artefakte von der Antike bis zur Renaissance. Er muss also lange sichtbar gewesen sein. Weiter östlich, zwischen Mühlen- und Rumpelgasse, kamen bei Leitungsbauarbeiten weitere Hinweise auf einen Graben ans Tageslicht. Die Fundschicht lag ca. 20 Meter vor der Mauerflucht entfernt, was der durchschnittlichen Breite (10 bis 20 Meter) von in der Spätantike angelegten Bermen entsprach.

### Toranlagen
Nach wie vor fehlen archäologische Befunde, die Klarheit über die genaue Lage und Beschaffenheit der Toranlagen liefern könnten. Als Standort kämen im Prinzip nur die Mauerabschnitte am Südrain (Südtor) und südlich der Trotte (Westtor) in Frage. Im Westen, an der schmalsten Seite der Umwehrung, überquerte die Mauer einen Geländerücken, der an ihrer Aussenseite rampenartig zum Hügel anstieg. Spuren einer Zufahrtsstrasse oder einer Toranlage konnten dort aber nicht entdeckt werden. Ein weiteres, auch mit Karren befahrbares Tor im Nordwall ist unwahrscheinlich, da die nördliche Mauer im Bereich des Schulweges zur Zeit der archäologischen Untersuchungen noch durchgehend erhalten war. Am Turm III (Mühlgasse) ist die Funktion einiger seiner Baudetails noch nicht gänzlich geklärt worden. Möglicherweise gab es im Nord- und Ostwall nur kleinere Durchlässe (Schlupfpforten).

### Türme
Die Nordmauer war zusätzlich durch in Mauerbreite vorkragende Hufeisentürme verstärkt, die in einem Abstand zwischen 35 und 37 Meter angebaut worden waren. Sie wurden nach der Terminologie von 1983 von I bis VI durchnummeriert. Die runden, feindwärts ausgerichteten Mauern des westlichsten und östlichsten Turmes (sog. Korbbogen) hatten eine Stärke von bis zu 1,48 Meter. Die Eingänge zu den Türmen waren zwischen 103 und 108 Zentimeter breit. Durch ihre Lage im Steilhang waren ihre Türschwellen so tief, dass man zu ihnen hinuntersteigen musste. Vermutlich waren sie vor Abschluss der Planierungen nur über einen eigens in den Hang gegrabenen, von Turm zu Turm führenden Weg zu erreichen.
Ob tatsächlich alle Türme in Pfyn auch im aufgehenden Mauerwerk die halbrunde Form beibehielten, ist aufgrund des schlechten Erhaltungszustandes der meisten der untersuchten Exemplare ungeklärt. Man weiss, dass bei den Kastellen Eschenz und Konstanz über runden oder quadratischen Fundamenten polygonale Wehrtürme errichtet wurden. Die Türme bestehen aus demselben Material wie die Kastellmauer, Ziegel, Tuffsteine und Spolien kamen darin nur vereinzelt vor.

#### Turm I

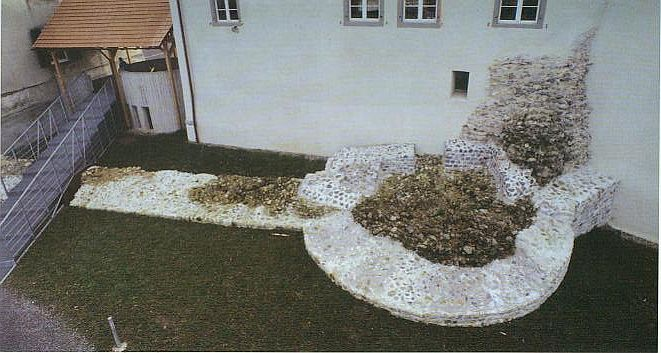
Konservierte Fundamente von Turm I und der Nordmauer an der Rückseite der Trotte

Er war besonders in seinen unteren Strukturen noch gut erhalten und sicherte die NW-Ecke des Lagers. Bei ihm war vor allem sein feindseitiger Korbbogen noch im vollen Umfang ersichtlich. Sein Zentrum war jedoch etwas zu weit nach Osten verschoben. Möglicherweise war das Kastell ursprünglich etwas grösser geplant worden und der Turm sollte lediglich die Nordmauer verstärken. Durch die Planänderungen geriet der Korbbogen jedoch zu schmal, sodass die Westmauer im toten Winkel lag und man sie dadurch nicht einsehen konnte. Dieselbe Abnormität wurde auch in Zürich-Lindenhof beobachtet, hier allerdings gleich bei mehreren Türmen.
Der Radius der Turmfront betrug 3,6 Meter. Die Rückwand zur Kastellmauer war, wie auch bei allen anderen Türmen, gerade und sprang 96 cm ins Kastellinnere zurück. Vor seiner Eingangspforte befand sich im Abhang eine 2,5 bis 4,5 Meter breite Ausschachtung, die den Zugang erleichtern sollte. Pfostenlöcher lassen vermuten, dass die 103 Zentimeter breite Eingangspforte mit einem kleinen Vordach (Pultdach?) vor der Witterung geschützt wurde. Ihre Schwelle lag 20 Zentimeter tiefer als das Bodenniveau des Kastellinneren. Für den Abfluss des Regenwassers hatte man vor der Schwelle ein kleines Drainagegräbchen ausgehoben. Sein Mauerwerk war nach demselben Schema wie die Kastellumwehrung hochgezogen worden. Auffällig waren auch mehrere Spolien (Säulentrommeln) und Terrazzobruchstücke, die hier vermauert wurden.

#### Turm II
Er befindet sich ca. 36,7 Meter östlich von Turm I. Seine 6,80 Meter lange Rückwand hat sich noch gut sichtbar (samt der vollständig erhaltenen, 108 Zentimeter breiten Eingangspforte) im Keller des Schulhauses erhalten, die SO-Ecke ragt noch bis zu 65 Zentimeter in den Kellerraum vor. Die Form der Turmfront war nicht mehr zu klären.

#### Turm III
Sein Standort befand sich ca. 36 Meter östlich von Turm II. Konstruktionsart und Abmessungen sind nicht bekannt. Erhalten ist nur ein 1,70 Meter breiter Mauervorsprung der östlichen Frontseite. Die Rückseite konnte nicht untersucht werden. Östlich des Turms fand sich noch eine Mauerlücke, möglicherweise der Rest einer Schlupfpforte.

#### Turm IV
Dieser Turm stand vermutlich im Bereich des Hauses Nr. 194, 35 Meter von Turm III und 37,3 Meter von Turm V entfernt. Im Hauskeller ändert die Kastellmauer erneut ihre Richtung. Zudem wurde hier auch ein Mauerdurchbruch in der Breite von 4,30 Meter beobachtet, der vermutlich die Innenbreite des heute vollkommen zerstörten Turmes markiert.

#### Turm V
1976 wurden bei der Rumpelgasse die Reste der westlichen Frontseite dieses Turmes entdeckt. Weitere antike Mauerstrukturen in der Stützmauer des Friedhofes erwiesen sich als Bestandteil der Kastellmauer, die sich in Richtung Osten fortsetzte. Abmessungen und Form sind unbekannt, vermutlich war er in seiner Bauart mit dem benachbarten Turm VI vergleichbar.

#### Turm VI

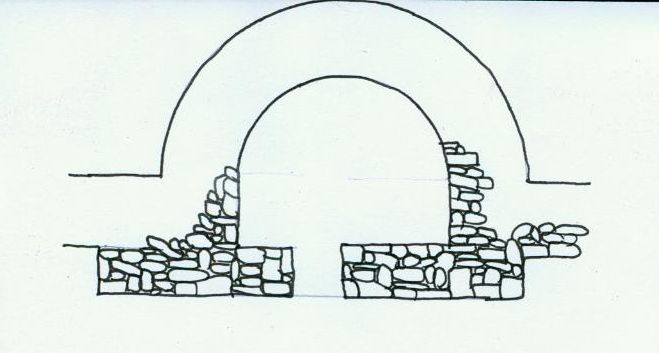
Steingerechte Befundskizze von Turm VI, 1981

Der 1976 lokalisierte Turm ist neben Turm I der am besten erhaltene Wehrbau des Kastells. Es handelte sich ebenfalls um ein feindseitig halbrund vorspringendes Gebäude, das um ca. 60 cm nach Osten verschoben war. Das aufgehende Mauerwerk der 96 Zentimeter breiten und 7,3 Meter langen kastellseitigen Rückwand ragt noch 1,50 Meter und an den Ecken bis zu zwei Meter in die Höhe. Die 108 Zentimeter breite Eingangspforte befand sich genau in der Mitte und wurde später im oberen Bereich teilweise rekonstruiert bzw. nachträglich baulich ergänzt. Rechts und links des Einganges sind noch Gerüstlöcher zu sehen. Im Innenbereich fanden sich auch die Reste eines Bodenestrichs.

### Innenbauten
Der Innenbereich des Kastells ist heute fast komplett überbaut. Über die Bebauung des etwa 15.000 Quadratmeter grossen Hügelplateaus ist wenig bekannt. Die antiken Fundamente wurden in den meisten Fällen zur Gänze oder bis zu den untersten Scharen abgetragen. Die meisten der freigelegten Innenbauten waren Holz-Lehm-Gebäude, Hinweise auf Steinbauten kommen hingegen nur selten vor. Daneben fanden sich Fragmente von Leisten- und Hohlziegeln (tegulae), die wohl für die Abdeckung der Dächer verwendet worden waren.
Eine auf den Kastellhügel führende römerzeitliche Wasserleitung oder Aquädukt wurde in Pfyn nicht nachgewiesen. Es konnte nur ein ca. 12 Meter tiefer Brunnenschacht (Grube 72) entdeckt und freigelegt werden. Er stammt wahrscheinlich aus der Mitte des 4. Jahrhunderts n. Chr. Schon im frühen 5. Jahrhundert war der Schacht aber wieder eingestürzt. Die Frischwasserversorgung der Besatzung erfolge wohl ausschliesslich über solche Brunnen oder Zisternen.

#### Steingebäude
Reste von grösseren römerzeitlichen Steinbauten fanden sich nur im Bereich des Kirchenareals, an der SW-Ecke der Sakristei, ein Grubenhaus (Grube 30) und – an der höchsten Erhebung des Städtlihügels – römische Mauerreste aus vermörtelten, lagig verlegten Geröllen und bearbeiteten Tuffsteinen. Das Gebäude war nach West-Ost ausgerichtet, die 50 bis 70 Zentimeter hohe und 80 Zentimeter breite Mauer winkelte im Westen nach Süden ab und verlor sich dann im Friedhofsareal. Die geringen Überreste waren nur schwer zu datieren, aufgrund seiner den Hügel beherrschenden Lage vermuteten die Ausgräber, dass sie zum Lagerhauptquartier, den principia, gehörten.
Beim Nordwestturm (Turm I) fanden sich die Fundamente eines an die westliche Kastellmauer angelehnten, grossen und im Grundriss dreiecksähnlichen Gebäudes mit 40 Quadratmeter Grundfläche. Die Stärke der Mauer betrug zwischen 70 und 80 Zentimeter. An seiner Nordseite waren noch fünf Tuffsteinstufen eines nachträglich eingebauten Treppenaufganges erhalten. Vermutlich handelte es sich um ein zweistöckiges Gebäude, eine mittig im Innenraum platzierte Steinplatte diente anscheinend als Aufsatzfundament für einen Stützpfeiler, der den Zwischenboden oder das Dach trug. Der römische Ursprung des Bauwerkes ist umstritten, es könnte auch aus dem Mittelalter stammen. Verputzreste an der Kastellmauer deuten jedoch auf ein spätantikes Gebäude.
Über das ganze Gelände verstreut fanden sich auch immer wieder Fragmente von Hohlziegeln (tubuli) und vereinzelt auch Pfeilerplatten, die wohl einst Bestandteil einer grösseren Hypokaustenanlage (Fussbodenheizung) waren. Das dazugehörige Gebäude konnte jedoch bis heute nicht aufgedeckt werden. Man vermutet, dass diese Bruchstücke von der Lagertherme stammen.

#### Holz-Lehm-Gebäude

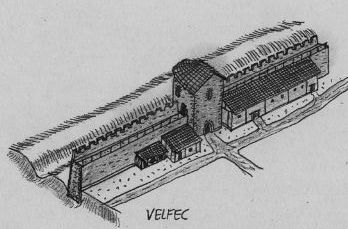
Rekonstruktionsversuch der Innenbebauung an der nördlichen Kastellmauer

Die – meist an die Kastellmauer angelehnten – Holzbauten waren anhand von Schwellbalkennegativen und parallel zur Kastellmauer angeordneten Pfostenlöchern zu erkennen. Sie dürften wohl hauptsächlich gewerblichen Zwecken gedient haben (Schmiede- und Schnitzereiwerkstätten), wie Funde von Schlackenresten und Geweihreste annehmen lassen. Die Befunde von 1976 zeigten, dass die Freiflächen an der Mauer zwischen Turm IV und V nach Inbetriebnahme des Lagers vermutlich als erste bebaut wurden.
Anhand der Funde liessen sich zwei dieser Bauten, die an der Rumpelgasse lagen, genauer rekonstruieren. Das westliche war vermutlich ein 2,4 × 6,4 Meter langer Schuppen mit Pultdach und einem Boden aus dünnen Kiesbelag (Rollierung). Zwischen diesen und dem Mauerturm stand ein etwa 9 × 4 Meter grosser Bau mit Feuerstelle. Die Wände bestanden vermutlich aus Flechtwerk mit Lehmbewurf, der Boden aus Stampflehm. 1987 untersuchte man ein zweites derartiges Gebäude an der Nordmauer. In den beiden Grabungskampagnen fanden sich allein auf diesen relativ kleinen Flächen rund zwei Drittel (503 Stück) der in Pfyn gemachten römischen Gefässfunde, sodass das Gebäude vielleicht als Gasthaus (taberna) verwendet wurde.
Über das ganze Plateau verteilt fanden sich auch Metallschlackenreste und Hammerabschlag, besonders dicht konzentriert in der Südostecke, wo man 1991 im Zuge des Schulhausbaus eine Notgrabung vornehmen konnte. Man fand hier wiederum Pfostenlöcher, Schwellbalkennegative und Feuerstellen. Hier stand vermutlich eine Schmiede, die an die südliche Kastellmauer angebaut war. Die Holzständerkonstruktion konnte wegen des begrenzten Grabungsareals nicht vollständig erfasst werden. Vermutlich war es bis zu sieben Meter lang und vier Meter breit und mit einem einfachen Pultdach aus Leistenziegeln abgedeckt. Die Wände bestanden wohl aus Flechtwerk mit Lehmbewurf. Als Essen dienten mehrere kreisrunde mehrphasige Gruben, Durchmesser durchschnittlich zwei Meter. Nach den Lesefunden zu schliessen, dürfte sie im frühen 4. Jahrhundert n. Chr. angelegt worden sein.

## Garnison
Über die in Pfyn stationierten Truppen sind bis dato keinerlei inschriftliche Zeugnisse (Grabsteine, Militärdiplome etc.) bekannt, sodass man zu ihrer Identifizierung nur die wenigen Militariafunde aus dem Kastellbereich heranziehen konnte. Diese Fragmente von Waffen- und Ausrüstungsgegenständen (Sporen, Gürtelbeschläge, Pfeilspitzen, Fussangeln, Schildbuckel, Wurfpfeile/plumbata) lassen annehmen, dass hier neben Infanterie- auch Reitereinheiten (ala) gelegen haben könnten. Die Machart der Nietkopfsporen vom Typ Leuna deuten auf germanische Söldner hin, die Blattpfeilspitzen mit Schaftdorn wurden hauptsächlich von Bogenschützen aus dem Osten verwendet. Die flächenmässige Grösse lässt aber eher auf ein Infanterielager der Grenzarmee (limitanei) schliessen. Eventuell wurden diese Truppengattungen – je nach Bedrohungslage – auch wechselweise hierher abkommandiert. Das Lager bot im Falle einer gemischten Belegung Platz für schätzungsweise 400 Infanteristen und 120 Reiter, die vermutlich unter dem Befehl eines Dux provinciae Sequanicae standen.

## Vicus
Da Funde aus der Zeit zwischen dem 1. und 3. Jahrhundert n. Chr. in Pfyn nur äußerst selten gemacht wurden, wird in der Forschung das Vorhandensein einer grösseren Zivilsiedlung im Vorfeld des Kastells weitgehend ausgeschlossen.

## Gräberfelder
1928 stiess man östlich von Pfyn beim Neubau einer Siedlung am Adelberg auf antike, allerdings nur schlecht erhaltene Bestattungen, die nur 20 bis 40 Zentimeter tief im Boden lagen. Der Fortschritt der Bauarbeiten erlaubte jedoch keine nähere Untersuchung. Karl Keller-Tarnutzer konnte sie nur oberflächlich sichten. Ein Jahr später ermöglichte der Grundbesitzer längere Untersuchungen, dabei kamen noch weitere Gräber zum Vorschein. Die Gräber enthielten nur Knochen von Erwachsenen. Neun Gräber waren ohne Beigaben. In den übrigen fand sich das übliche Fundspektrum wie zum Beispiel Keramikgeschirr, Lavez- und Glasgefässe, Trachtbestandteile etc. Die Münzen stammten aus der Zeit zwischen 340 und 350 n. Chr., wahrscheinlich wurde auch das Gräberfeld um diese Zeit angelegt. 1931 entdeckte Rudolf Rechberger beim „Gasthaus Krone“ acht Brandgräber und ein Skelettgrab, die Beigaben aus dem 1. und 2. Jahrhundert n. Chr. enthielten. Vermutlich waren diese Bestattungen Teil eines grösseren Gräberfeldes.

## Fundspektrum

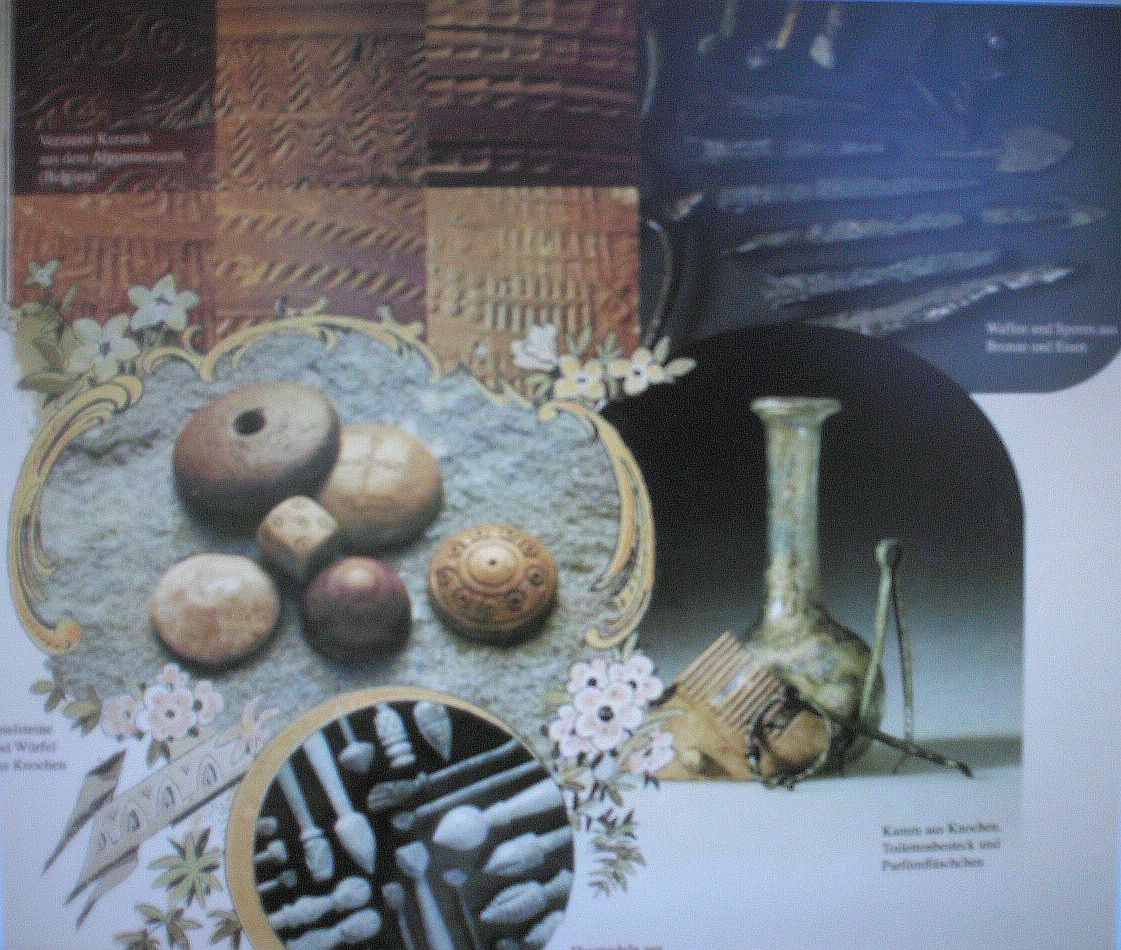
Fundauswahl aus den archäologischen Grabungen (musterverzierte Keramik, Waffen- und Ausrüstungsbestandteile, Spielsteine, Haarnadeln, Grabbeigaben)

Aufgrund der Bedeutung des Fundplatzes für die Pfyner Kultur und als römischer Kastellort gerieten die vorrömischen Epochen etwas aus dem Blickfeld der archäologischen Forschung. So sind etwa Beilfunde aus der Bronzezeit sowie Grabfunde aus der Umgebung von Pfyn zwar seit langem bekannt, aber erst in jüngster Zeit stiess man auf bronzezeitliche Siedlungsschichten im Ort selbst. Eisenzeitliche Funde und Befunde sind bis heute nur wenige ans Tageslicht gelangt. Die Funddichte aus den römischen Kulturschichten ist, verglichen mit jener aus anderen Schweizer Kastellen, aussergewöhnlich hoch. So bestand erstmals die Möglichkeit, eine grosse Anzahl an spätantiker Keramik aus der Nordschweiz genauer zu analysieren, die auch die gesamte Belegungszeit des Kastells abdeckten. Erwähnenswert sind auch einige Spolien aus der mittelkaiserzeitlichen Periode (Säulenfragmente, Altarbasis). Die Säulentrümmer könnten von einem grösseren Tempel stammen, dessen Standort jedoch bislang unbekannt geblieben ist.
Der Fundkatalog umfasst bis zu 10.000 Posten, darunter vor allem römische Münzen unterschiedlicher Zeitstellung. Berichte über Münzfunde aus Pfyn sind seit dem frühen 19. Jahrhundert bekannt. Die Münzreihe deckt die Belegungszeit des Kastells ab, sie beginnt mit Valerian (258) und endet mit einem Aes aus der Zeit von 388 bis 402 n. Chr. Von den insgesamt 748 aufgefundenen römischen Geldstücken stammen die meisten aus konstantinischer und valentinianischer Zeit. Neben einer relativ bescheidenen Anzahl an Militaria und zahlreichen Fragmenten von Glas-, Lavez- und Keramikgefässen fand sich Schmuck aus Glas, Metall und organischem Material. Bei letzteren fallen vor allem zahlreiche Haar- und Gewandnadeln aus Knochen auf, die wohl im Kastell selbst hergestellt wurden. Auch eine Schmiedewerkstatt sowie eine Geweihschnitzerei sind archäologisch nachgewiesen. Besonders bemerkenswert sind auch die Fragmente einer einfachen Gliederpuppe aus Rinderknochen, die wohl einst einem kleinen Mädchen aus einer bessergestellten Familie gehörte. Waffen und andere Teile der militärischen Ausrüstung sind hingegen selten.
Überaus reich sind auch die Funde an Schmuckgegenständen wie zum Beispiel ein Ohrring aus Gold, Haar- und Gewandnadeln sowie Armreifen aus Silber, Bronze und Bein, Perlen aus Glas, Fibeln und anderes Trachtzubehör bis hin zu Toilettgerät. Unter der sogenannten Feinkeramik sind Importe (Terra Sigillata) aus den nördlichen Provinzen des Reiches überproportional vertreten. Seltener sind hingegen Importe aus dem Rhonetal und Nordafrika. Besonders Amphoren weisen auf weitverzweigte Handelsverbindungen mit Spanien, Palästina und Nordafrika hin. Das Kastell scheint daher auch von Zivilisten und nicht nur ausschliesslich von Militärangehörigen genutzt worden zu sein.

## Hinweise

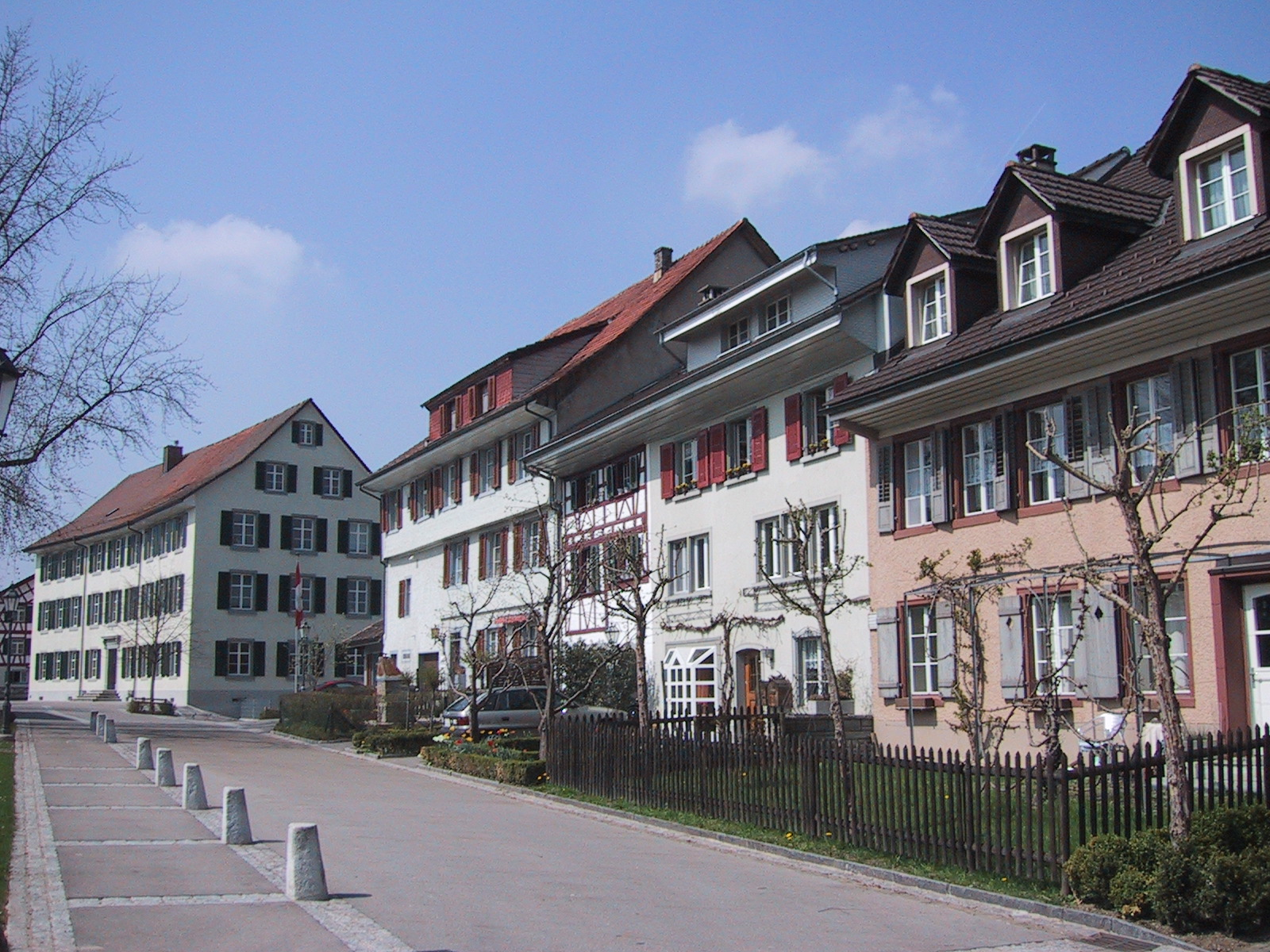
Häuserzeile vor der Bartholomäuskirche in Blickrichtung West, sie markiert den Verlauf der nördlichen Kastellmauer, im Hintergrund das Schulgebäude.

Die wichtigsten Fundgegenstände von den Ausgrabungen im Kastell werden im Archäologischen Museum in Frauenfeld ausgestellt. In bzw. ausserhalb der sogenannten Trotte befinden sich die konservierten Reste der Westmauer und des Turms I (NW-Eckturm). Auch die sichtbaren Reste der Nordmauer beginnen beim Turm I, danach queren sie den Schulweg, verlaufen in den Fundamenten des Schlosses bzw. des Schulgebäudes und einer Häuserzeile im Städtli Richtung Bartholomäuskirche. Von hier ab ist ein restaurierter Abschnitt für Besucher zugänglich gemacht worden. Die Begrenzung zum Friedhof wurde in der Rumpelgasse sichtbar gemacht. Auf den Parzellen 156 und 1135 bildet sie die Rückwand eines Doppelhauses. Die Trotte wurde durch fachgerechte Restaurierung zu einer Aula umgebaut. Eine kleine Ausstellung zeigt das Leben im neolithischen und römischen Pfyn.

## Denkmalschutz
Das Kastellareal ist als eine geschichtliche Stätte im Sinne des Schweizer Bundesgesetzes über den Natur- und Heimatschutz vom 1. Juli 1966 unter Bundesschutz gestellt. Nicht genehmigte Nachforschungen und gezieltes Sammeln von Funden stellen eine strafbare Handlung dar und werden nach Art. 24 mit einer Freiheitsstrafe bis zu einem Jahr oder einer Geldstrafe geahndet.